# Tasufín ben Alí ben Yúsef
Tasufín ibn Alí ibn Yúsef fue hijo de Alí ibn Yúsuf, perteneciente a la dinastía bereber de los almorávides. En 1138, Alí ibn Yúsuf nombró a su hijo Tasufín ben Alí heredero, que se convirtió así en el tercer emir almorávide. Durante su corto reinado se decidió la suerte del imperio, que resultó adversa para los almorávides.

## Juventud y primeros cargos
Era hijo de Alí ibn Yúsuf y de una esclava cristiana, Dau'-s-Sabah («Luz de la Mañana»). Los autores lo describen como de excelentes condiciones físicas y morales, gallardo y de buena figura, buen jinete y de costumbres casi ascéticas. Entre el 1126 y el 1138, se enfrentó con tesón aunque con suerte desigual a los Estados cristianos ibéricos, lo que le granjeó un gran prestigio. En esos años, había sido gobernador de Granada, Almería y Córdoba. En cuanto fue nombrado heredero en el 1138, pasó al Magreb, donde se puso al frente de la lucha contra los almohades.

## Emir
Heredó el tambaleante trono almorávide el 27 de enero de 1143, a la muerte de su padre. Ya antes del fallecimiento de este había tenido que encargarse de la defensa del imperio, amenazado por los almohades, que se extendían por los territorios montañosos marroquíes. La situación del Estado era para entonces crítica.
El abandono continuo por las tribus de las filas almorávides para pasarse a los almohades fue una causa importante de la derrota final de Ibn Alí, quizá más que las derrotas militares. A estas pérdidas de apoyo se sumó el descontento cada vez mayor de la población por los onerosos impuestos, necesarios para tratar de sufragar las campañas militares ininterrumpidas. La táctica defensiva que adoptó frente a los almohades, que se limitaba a impedir que estos se extendiesen por las llanuras, les permitió continuar expandiéndose por la montaña y atraer cada vez más adeptos. A todo esto se sumaba la imposibilidad de movilizar para esta contienda a lo mejor del ejército, desplegado en al-Ándalus para garantizar la posesión del territorio frente al acoso cada vez mayor de los Estados cristianos del norte. La crisis magrebí impidió a Ibn Alí regresar a la península ibérica durante los dos años que reinó.
Su corto y desdichado reinado comenzó con disensiones entre las tribus cenhegíes Lamtuna y Masufa, que afectó al ejército. Algunos de los masufíes que controlaban la región entre Melilla y Tremecén, hartos de la preeminencia de los lamtuníes —grupo al que pertenecían los soberanos almorávides—, se pasaron a los almohades.
Los almohades lanzaron una ofensiva triple contra el macizo prerrifeño de Gayyata, la región oriental del Rif y Melilla y la región de Tremecén, que las mermadas fuerzas de Ibn Alí no pudieron contener. El gobernador de Tremecén trató de detener la marcha del enemigo, pero fue debelado y muerto. Abd al-Mumin llegó entonces a la región de donde procedía, Nedroma, al norte de Tremecén, habitada por la tribu Kumiya, que se le unió. A continuación, derrotó a las fuerzas mercenarias de Reverter y a las del mismo Ben Alí y se abrió paso hasta Tremecén. Ben Alí trató de proteger la ciudad y solicitó refuerzos a distintas provincias, que los enviaron. Derrotado el contingente que había acudido en su auxilio desde Bugía y que había acometido a los almohades antes de que estos bajasen de las montañas al llano, Ben Alí decidió retirarse hacia Orán, ya que el enemigo y las tribus cenetes que se le habían sometido le cortaban el camino de retirada hacia el Marruecos central, salvo por el Sáhara. Al llegar a Orán, parte de sus fuerzas se pasaron al enemigo. El emir solicitó la llegada de la flota, que anclaba en Almería en enero o febrero del 1145.
Aunque la flota acudió en su auxilio, fue en vano; los almohades cercaban la plaza demasiado estrechamente para permitir la evacuación del ejército o la huida de Ben Alí. Incendiaron la fortaleza donde se refugiaba este, que logró abandonarla con grandes apuros antes de morir abrasado. Trató de bajar a las playas para embarcar en la flota que lo esperaba, pero su caballo se despeñó por un precipicio y murió, el 23 de marzo de 1145. Su cadáver fue decapitado por los almohades que enviaron la cabeza a su califa y crucificaron y quemaron los demás despojos del muerto.
El sucesor de Tasufín ben Alí fue su hijo Ibrahim ibn Tasufin, un niño que reinó poco tiempo, pues fue depuesto casi enseguida por su joven tío, el último de los emires almorávides. Este, Ishaq ibn Alí, fue asesinado mientras los almohades tomaban Marrakech en 1147.
| Predecesor: Alí ibn Yúsuf | Emir almorávide 1143-1145 | Sucesor: Ibrahim ibn Tasufin |